# Râul Cracul Comarnic
Râul Cracul Comarnic este un curs de apă, afluent al râului Nechitu. 